# Dreuil-lès-Amiens
Dreuil-lès-Amiens é uma comuna francesa na região administrativa de Altos da França, no departamento de Somme. Estende-se por uma área de 3,18 km². Em 2010 a comuna tinha 1 659 habitantes (densidade: 521,7 hab./km²).